# Yonder Pizarro
Yonder Antonio Pizarro Mora (Puntarenas, 24 de junio de 1994)  es un futbolista costarricense, juega como delantero y su actual equipo es el Puntarenas FC de la Segunda División de Costa Rica.

## Trayectoria
Debutó en Primera División con el Puntarenas FC el miércoles 15 de enero de 2014 en un partido contra el Club Sport Herediano, bajo el mando de Randall Chacón. El marcador fue favorable al equipo florense 3 x 1. Pizarro ingresó de cambio en el minuto 73´ por Luis Martínez.

## Estadísticas

### Clubes
La siguiente tabla detalla los encuentros disputados y los goles marcados por Yonder Pizarro en los clubes en los que ha militado.
| Club                       | Temporada   | Liga | Liga | Copas Nacionales * | Copas Nacionales * | Copas Internacionales ** | Copas Internacionales ** | Total | Total |
| Club                       | Temporada   | PJ   | G    | PJ                 | G                  | PJ                       | G                        | PJ    | G     |
| -------------------------- | ----------- | ---- | ---- | ------------------ | ------------------ | ------------------------ | ------------------------ | ----- | ----- |
| Puntarenas FC · Costa Rica | 2013 - 2014 | 1    | 0    | 0                  | 0                  | 0                        | 0                        | 1     | 0     |
| Puntarenas FC · Costa Rica | Total       | 1    | 0    | 0                  | 0                  | 0                        | 0                        | 1     | 0     |